# Naenara (browser)
Naenara è un browser nordcoreano sviluppato dal Korea Computer Center per l'utilizzo della rete intranet nazionale Kwangmyong. Si basa su Mozilla Firefox ed è preinstallato nel sistema operativo GNU/Linux Red Star OS, realizzato dalla Corea del Nord per via di problemi di licenze e sicurezza con Microsoft Windows.

## Design
Naenara è una versione modificata di Mozilla Firefox ed è l'unico programma distribuito con Red Star OS a non avere un nome basato sulle proprie funzionalità. Red Star OS e Naenara sono stati sviluppati dal Korea Computer Center, il quale afferma sul proprio sito web di cercare di sviluppare software basato su Linux.
Naenara può essere impiegato per navigare su un numero compreso tra i 1000 ed i 5500 siti presenti sulla intranet nazionale Kwangmyong.
Nel 2010 Russia Today riportò che il sito ufficiale di Mozilla Firefox riconosceva Naenara ed aveva offerto il download per l'ultima versione del browser in lingua coreana per Linux i686.
Quando viene eseguito Naenara, il browser cerca di contattare l'indirizzo IP http://10.76.1.11/. Il motore di ricerca predefinito per il browser è Naenara BBR.